# Ведано-аль-Ламбро
Ведано-аль-Ламбро (італ. Vedano al Lambro) — муніципалітет в Італії, у регіоні Ломбардія, провінція Монца і Бріанца.
Ведано-аль-Ламбро розташоване на відстані близько 490 км на північний захід від Рима, 17 км на північ від Мілана, 2 км на північ від Монци.
Населення — 7535 осіб (2014).
Щорічний фестиваль відбувається неділі жовтня. Покровитель — святий Степан Protomartire.

## Демографія
Населення за роками:

Станом на 1 січня 2023 року в муніципалітеті офіційно проживало 588 іноземців з 70 країн, серед них 130 громадян країн Євросоюзу та 41 громадянин України.

## Сусідні муніципалітети
- Б'яссоно
- Ліссоне
- Монца